# José Aja de los Ríos
José Aja de los Ríos (Reinosa, Cantàbria, 1966) és un artista i professor de pintura a la Universidad de Castilla-la Mancha.
Va exposar a l'Espai 13 de la Fundació Joan Miró en una mostra col·lectiva sota el nom de Ping-Pong, dins el cicle Pandemònium (1995-1996), comissariat per Mònica Regàs. En aquella època el treball de José Aja partia d'una relació primigènia entre el cos, o el pinzell considerat com a extensió d'aquest, i l'acte de pintar com a principi autoregenerador de la mateixa pintura. El quadre serà la recerca, l'evidenciació i gairebé la resurrecció d'aquest primer impacte físic, d'aquesta primera capa íntima que els anglesos anomenen dead painting, pintura morta.